# Pierre de Montbrun (facteur d'orgues)
Pour l’article homonyme, voir Pierre de Montbrun.
Pierre de Montbrun est un facteur d'orgues français né à Pézenas le 29 décembre 1692 et mort à Rieux-Volvestre le 3 septembre 1748.

## Biographie
Pierre de Montbrun est le fils de Pierre de Montbrun (1656-1712), écuyer, et de Louise de Rouquette (1669-1696).
Appartenant à une famille noble, il a d'abord été lieutenant dans les armées du roi dans le régiment de Thiérache, où il a succédé à son frère aîné. Le colonel était Henri de Carrion, marquis de Nizas, cousin germain de leur père. Il fait la campagne de 1709, à l'âge de 17 ans, puis revient à Pézenas la paix retrouvée. 
Il ne se marie pas avec une riche héritière, mais s'éprend d'une roturière, Marie Laurens, avec laquelle il a un enfant hors mariage, Anne de Montbrun, en 1727. Démuni, peut-être malade et démuni, il trouve un appui auprès d'un prêtre du chapitre de Saint-Michel de Castelnaudary. Il obtient le consentement du père de Marie Laurens en 1730 et se marie avec elle le 3 juin 1730.
On suppose qu'il a appris le métier de facteur d'orgue, pour certains, auprès de Christophe Moucherel, pour d'autres, auprès de François Lespine dont le fils, Jean-François Lépine, s'est installé facteur d'orgue à Pézenas.
Grâce à l'appui du prêtre de Castelnaudary, il a pu entreprendre la construction de l'orgue de l'abbaye de Sorèze, en 1733. Puis il s'installe à Toulouse où il travaille sur l'orgue de la basilique Saint-Sernin, puis, en 1738, sur celui de la cathédrale Saint-Étienne de Toulouse qui lui est confié de préférence à Pierre Lépine, père de Jean-François Lépine qui s'était installé à Pézenas.
Il travaille ensuite sur l'orgue de la cathédrale Notre-Dame-de-l'Assomption de Montauban, de l'abbaye de Saint-Papoul, de la collégiale Saint-Vincent de Montréal, et, à partir de 1740, de l'église Saint-Martin de Limoux. Il continue avec l'orgue de l'abbaye de Grandselve, l'orgue de tribune de la cathédrale Sainte-Marie de Lombez, en 1743, l'orgue de Gimont. Il travaillait sur l'orgue de la cathédrale de Rieux-Volvestre quand il s'est tué en tombant d'une échelle. Cet orgue a été son dernier travail, et il l'a laissé inachevé.